# Gougra
Die Gougra ist ein rund 9 Kilometer langer linker Zufluss der Navisence im Schweizer Kanton Wallis. Sie entwässert das Val Moiry, ein Seitental des Val d’Anniviers, in das sie unterhalb von Grimentz mündet. Sie verläuft dabei ausschliesslich auf dem Gebiet der Gemeinde Anniviers.

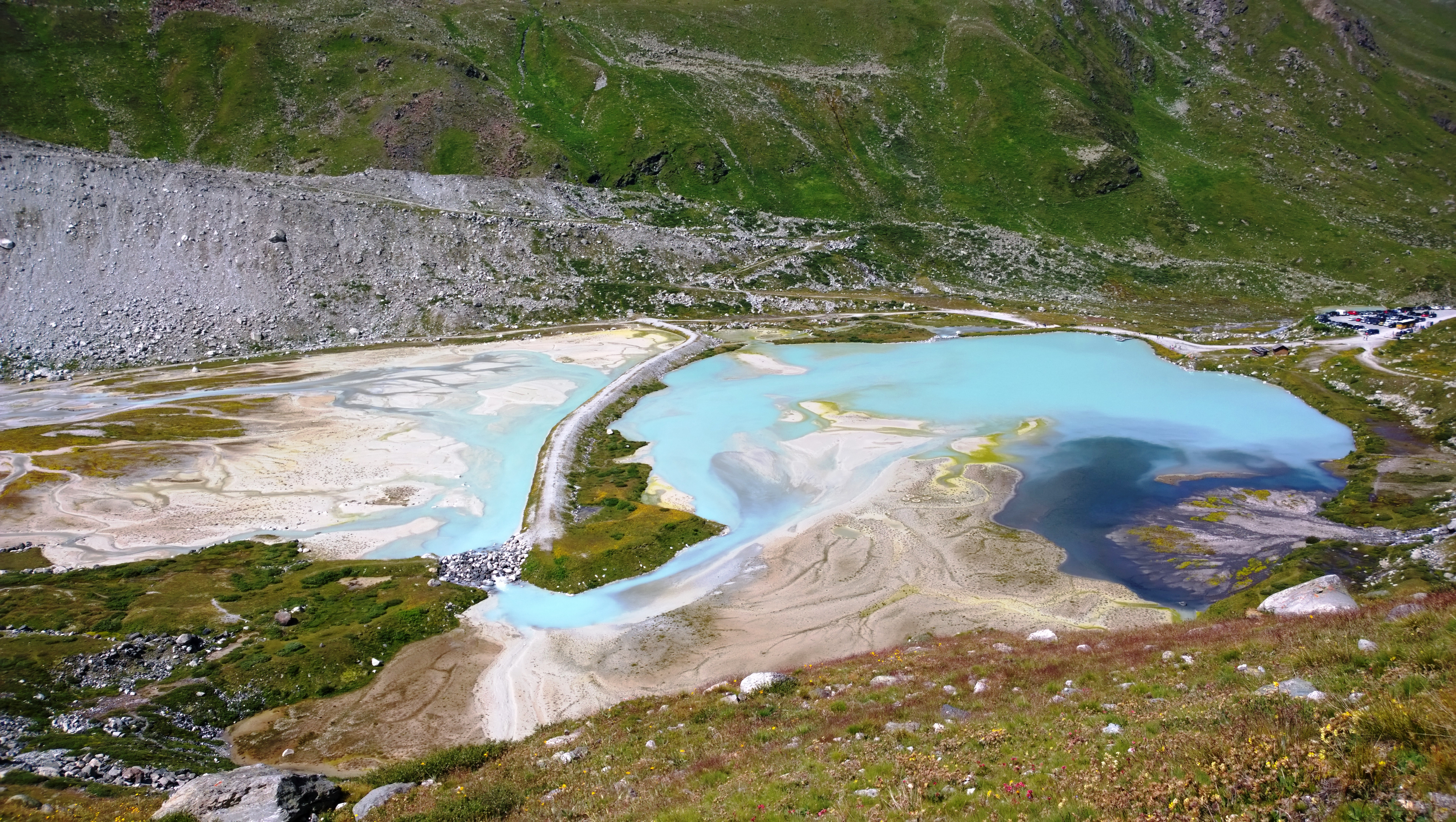
Mündung der Gougra in den Lac de Châteaupré (rechts) sowie Ausfluss (hinten)

Die Gougra entspringt unterhalb des Col de la Lé und mündet nur kurz danach in den Lac de Châteaupré. In diesen ergiesst sich auch der Abfluss des Moirygletschers, der mehr Wasser als die Gougra führt. Sie verlässt den See im Westen und mündet nach 1,3 Kilometer in den Lac de Moiry.
Die Gougra verlässt den See zwischen dem Sex de Marinda (2906 m ü. M.) und dem Corne de Sorebois (2896 m ü. M.) wieder und nimmt kurz darauf den Torrent de Lona auf. Sie fliesst jetzt in nordöstliche Richtung und nimmt bei Grimentz die Freinze und den Torrent du Marais auf. Wenig später mündet sie bei Les Floz in die Navisence.